# Dannemare Sogn
Dannemare Sogn 
ist eine Kirchspielsgemeinde (dän.: Sogn)
auf der Insel Lolland im südlichen Dänemark.
Bis 1970 gehörte sie zur Harde Lollands Sønder Herred im damaligen Maribo Amt, danach zur Rudbjerg Kommune im Storstrøms Amt, die im Zuge der  Kommunalreform zum 1. Januar 2007 in der Lolland Kommune in der Region Sjælland aufgegangen ist.
Im Kirchspiel leben 452 Einwohner, davon 391 im Kirchdorf (Stand: 1. Januar 2023).
Im Kirchspiel liegt die Kirche „Dannemare Kirke“.
Nachbargemeinden sind im Westen Tillitse Sogn, im Norden Arninge Sogn und im Osten Gloslunde Sogn.